# Imperio portugués en el archipiélago indonesio
Los portugueses fueron los primeros europeos en establecer una presencia colonial en el archipiélago indonesio. Su interés en dominar la fuente de las especias que sustentaba el lucrativo comercio de especias a comienzos del siglo XVI, junto con esfuerzos misioneros por parte de las órdenes católicas, dieron como resultado el establecimiento de puestos comerciales y fuertes, dejando atrás un elemento cultural portugués que subsiste aún en la Indonesia moderna.

## Establecimiento

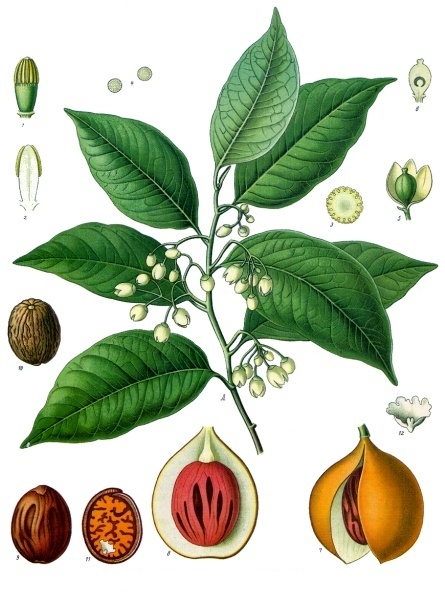
El árbol de la nuez moscada es originario de las Islas de Banda. Otrora fue uno de los productos más valiosos del mundo y atrajo a las primeras potencias coloniales europeas a las Islas de las Especias (Molucas).

Los europeos estaban haciendo avances tecnológicos a comienzos del siglo XVI. La recién descubierta experiencia portuguesa en navegación, construcción de navíos y armamento les permitió lanzar audaces expediciones de exploración y expansión. Comenzando con las primeras expediciones exploratorias enviadas desde la recién conquistada Malaca en 1512, los portugueses fueron los primeros europeos en llegar a las Indias Orientales y buscaron el control de las fuentes de valiosas especias, así como extender sus esfuerzos misioneros católicos. Sus intentos iniciales de establecer una coalición y un tratado de paz en 1522 con el Reino de la Sonda en Java occidental  no fueron fructíferos a raíz de hostilidades entre los reinos indígenas en la isla. Los portugueses dirigieron su atención al este hacia las islas Molucas, que estaban controladas por un variado conjunto de principados y reinos que ocasionalmente estaban en guerra entre sí pero mantenían un comercio interinsular e internacional importante. A través tanto de conquistas militares como de alianzas con gobernantes locales, los portugueses establecieron puestos comerciales, fuertes y misiones en Célebes Septentrional y en las Islas de las Especias (Molucas), incluyendo las islas de Ternate, Ambon y Solor.
Con todo, el apogeo de las actividades misioneras portuguesas llegó en la segunda mitad del siglo XVI, una vez que el ritmo de sus conquista militares en el archipiélago se detuvo y su interés en Asia Oriental se moviera hacia la India portuguesa, Ceilán portugués, Japón, Macao portugués y China. Asimismo, el azúcar en Brasil y el comercio atlántico de esclavos, distrajeron aún más sus esfuerzos en las Indias Orientales. Además, los primeros europeos en llegar a Célebes Septentrional fueron los portugueses. Francisco Javier apoyó y visitó la misión portuguesa en Tolo en Halmahera, la primera misión católica en las Molucas. Esta misión tuvo inicio en 1534 cuando algunos jefes de Morotai llegaron a la isla de Ternate pidiendo ser bautizados, y luego Simão Vaz, vicario de Ternate, se dirigió a Tolo a fundar la misión. La misión fue fuente de conflicto entre españoles, portugueses y Ternate. Simão Vaz fue asesinado luego en Sao.

## Declive y legado
La presencia portuguesa en las Indias Orientales se redujo a las islas de Solor, Flores y Timor (véase Timor portugués), junto con una comunidad pequeña en el barrio de Kampung Tugu en Yakarta, tras una derrota en 1575 en Ternate a manos de los nativos ternateanos, así como las conquistas neerlandesas en Ambon, al norte, el norte de las Molucas y las islas de Banda, así como un fracaso general en controlar de manera sostenida el comercio en la región. En comparación con la ambición original portuguesa de controlar el comercio asiático, las influencias portuguesas en la cultura indonesia moderna son menores: las románticas baladas en guitarra keroncong, algunas palabras indonesias y algunos apellidos en Indonesia oriental, tales como da Costa, Dias, de Fretes o Gonsalves. Los impactos más significativos de la presencia portuguesa se vieron en la interrupción y la desorganización de la red comercial, como resultado principalmente de su conquista de la Malaca portuguesa y las primeras implantaciones importantes del cristianismo en Indonesia, con el pueblo Kristang (mestizos portugueses-indonesios). Las comunidades cristianas en Indonesia oriental siguen existiendo y han contribuido a un sentido de interés compartido con los europeos, en particular entre los amboneses.